# Coahuilix hubbsi
Coahuilix hubbsi és una espècie de gastròpode d'aigua dolça de la família Hydrobiidae.

## Hàbitat
Viu a l'aigua dolça.

## Distribució geogràfica
És un endemisme de Mèxic.